# Heiligenblut am Großglockner
Heiligenblut am Großglockner er en kommune i Østrig i delstaten Kärnten. Byen anvendes ofte som udgangspunkt for udflugter til gletsjeren Pasterze samt for bestigning af Großglockner. Großglockner-Hochalpenstraße ender i Heiligenblut.
Byen ligger 1.288 m.o.h. ved foden af Großglockner (3.797 m) i den øverste ende af Mölltall i Nationalpark Hohe Tauern.
Kommunen består udover af byen Heiligenblut af landsbyerne Apriach, Aichhorn, Fleiß, Hadergasse, Hof, Pockhorn, Rojach, Schachnern, Untertauern, Winkl und Wolkersdorf.

## Historie
Navnet Heiligenblut (da: helligt blod) stammer fra legenden om en flaske med Kristi blod, som den danske prins Briccius medbragte på tilbagevejen fra Konstantinopel i 914. Flasken lå i et sår i hans ene læg, således at den var beskyttet mod røvere. Han blev begravet under snemasserne fra en lavine, og fra det sted fremvoksede tre aks, hvorved man fandt hans lig. Da nogle bønder ville begrave ham, nægtede det ene ben trodsigt at blive under jorden. Da man undersøgte årsagen hertil, fandt man flasken, som siden bliver opbevaret i sakrementshuset til den i 1460 til 1491 opførte Hellige Vinzinz kirke. En ansøgning fra Heiligenblut om at helliggøre Briccius er aldrig blevet imødekommet på grund af manglende beviser. Det har dog ikke afholdt byen for at opføre en egen krypt og et alter til Briccius.
Sideløbende med det fremherskende landbrug blev der helt ind i det 20. århundrede udvundet guld i Heiligenblut.
Bjergområdet omkring Heilgenblut udviklede sig i slutningen af det 19. århundrede til en klassisk sommerrekreationsby og fra 1930'erne udviklede den sig til en turistregion med både sommer- og vintersæson. Særligt den i 1935 åbnede Großglockner-Hochalpenstraße var et vigtigt bidrag i denne udvikling, idet vejen har sit sydlige udgangspunkt i Heiligenblut. Der er etableret et alpint skicentrum rundt om bjergene Schareck (2.602 m) og Gjaidtroghöhe (2.989 m) med moderne liftanlæg mellem 1.301 m.o.h. og 2.900 m.o.h.

## Befolkning
Der er 964 indbyggere i kommunen (2023). Mellem folketællingerne i 1991 og 2001 er befolkningstallet faldet med 5,9 procent. Selvom der er en lille positiv fødselsbalance, er befolkningstallet på grund af fraflytning totalt faldet med 5,4 procent siden 1981.

### Religion
I følge folketællingen i 2001 er 95,5 procent af befolkningen romersk-katolsk og 1,8 procent er protestantisk. Andre trossamfund udgør under 1 procent og 0,7 procent har ikke angivet sit religiøse ståsted.

## Kultur og seværdigheder
- Kirken Hl. Vinzenz, der er en gotisk bygning fra det 15. århundrede med et markant kirketårn med et langt spidst tårnspir. Allerede i 1271 blev der opført et kapel, som blev fornyet i 1273 og færdiggjort i 1301. I det sene 14. århundrede begyndte man at bygge en ny kirke, hvis kor blev færdiggjort i 1430. I 1909/11 blev kirken restaureret, og udstyret med en ny indretning og nye vinduer.
- Bricciuskapellet ligger vest for byen Winkl i 1.629 m.o.h., og blev bygget i 1872. Over alteret findes et barokmaleri med 16 gengivelser af Briccius-legenden.
- Borgruinen Farbenstein
- Sydvestligt slutpunkt for Großglockner-Hochalpenstraße, der med 2.504 m.o.h. når det højeste alpepas i Østrig.
- Guldgraverbyen Heiligenstadt; Tauernregionen har fra romertiden til 2. verdenskrig været det mest givende guldudvindingsområde i Europa.

### Byvåben
Det tvedelte byvåben viser valfartskirken foran Großglockners stiliserede bjergkulisse. Bagved symboliserer tre hvedeaks og flasken med Kristi blod, fra hvilken der udgår en strålekrans, legenden om Briccius. Byvåbnet blev givet til kommunen den 9. december 1965.